# ブリンドル
ブリンドル（Bryndle）は、ロサンゼルスで1960年代後半に最初に結成されたアメリカのフォークロック・バンド。
オリジナル・メンバーはシンガーソングライターのアンドリュー・ゴールド、カーラ・ボノフ、ケニー・エドワーズ（ストーン・ポニーズ創設メンバー）およびウェンディ・ウォルドマンによって構成されていた。何年にもわたって数人の楽器奏者がレコーディングやコンサートに参加していた。

## 来歴
1970年、ブリンドルはピーター・バーンスタインのベースとデニス・ウッドのドラム演奏とともにA&Mレコード向けにアルバム・セッションを録音した 。新人プロデューサーのチャック・プロトキンがはこのグループと作業したが、彼らのデビューア・ルバムはリリースされなかった。ボノフの「Woke Up This Morning」だけがシングルとしてリリースされ、カリフォルニア州北部地域ではヒットしたが、より広い聴衆を得ることはできなかった。時間と労力が報われることはなく、落胆したグループは解散した。
ウォルドマン、ボノフ、ゴールドおよびエドワーズはそれぞれ1970年代および1980年代にソロで活動をして、セッションの仕事を引き受け、この期間にそれぞれリンダ・ロンシュタットと共演した。エドワーズは、ブリンドルの結成以前にストーン・ポニーズの創設メンバーだったが、1970年代半ばから約10年間、ロンシュタットとレコーディングし、ツアーを行った。ゴールドは数年間、ロンシュタットのバッキングバンドの主要メンバーだった。ウォルドマンはロンシュタットの友人になり、しばらくの間、彼女と一緒にツアーを行った。彼らは1980年のセサミストリートのLP『イン・ハーモニー』のために「I Want a Horse」という曲でコラボレーションした。
1990年代初頭、ブリンドルはボノフ、ゴールド、エドワーズ、ウォルドマンのオリジナルの4人組として再結成された。1995年、新たに録音されたデビュー・アルバム『ブリンドル』がリリースされ、バンドは新しいアルバムで彼らと一緒に録音したドラマーのスコット・バブコックとベーシストのビル・ボンクを加えてアメリカと日本へのツアーを始めた。1996年に主要メンバーのゴールドはバンドを去り、家族と共に一時的に東海岸に移動した。本質的にトリオとなったブリンドルは1997年までツアーを続け、ツアー・バンドではマット・カートソニスがエイミー・マンとの仕事のために脱退したボンクと交代した。
ツアーの後、4人のシンガーソングライターはそれぞれの道を進みソロ・キャリアで忙しくなった。ブリンドルでのセカンド・アルバムの作業は1995年のより協調的なアルバムとは異なり、その後の5年間でゆっくりと進行し、多くの曲が別々に作成および録音された。このトリオは、オリジナル・メンバーのアンドリュー・ゴールドの協力を得て2001年に新しいアルバムを完成させることに焦点を合わせていた。ブリンドルはこの期間中に2つのハウス・コンサートを行った。アルバム『ハウス・オブ・サイレンス』は、最終的に2002年早期にリリースされた。
アルバムがリリースされると、ブリンドルは再びバンドとしては活動的ではなくなり、メンバーは他のソロ・プロジェクトやグループ・プロジェクトに戻った。その後、エドワーズが2010年8月に64歳で他界、翌2011年6月には、ゴールドが59歳で他界している。

## ディスコグラフィ

### 『ブリンドル』（アルバム）
| 専門評論家によるレビュー | 専門評論家によるレビュー |
| レビュー・スコア         | レビュー・スコア         |
| 出典                     | 評価                     |
| ------------------------ | ------------------------ |
| オールミュージック       | [ 3 ]                    |

#### 収録曲
特記なき限りブリンドルによる作詞作曲 
| #   | タイトル                                                                              | 作詞 | 作曲・編曲 | 時間 |
| --- | ------------------------------------------------------------------------------------- | ---- | ---------- | ---- |
| 1.  | 「テイク・ミー・イン - "Take Me In"」                                                 |      |            | 4:48 |
| 2.  | 「タッチ・ユー - "I Want to Touch You"」                                              |      |            | 4:04 |
| 3.  | 「アンダー・ザ・レインボー - "Under the Rainbow"」                                    |      |            | 5:00 |
| 4.  | 「サヴァンナ - "Savannah"」                                                           |      |            | 4:12 |
| 5.  | 「ザ・ラッキー・ワン - "The Lucky One"」                                              |      |            | 3:29 |
| 6.  | 「ウィ・ウォークト・ディス・ロード - "We Walked This Road"」                          |      |            | 3:36 |
| 7.  | 「オン・ザ・ウィンド - "On the Wind"」                                                |      |            | 6:05 |
| 8.  | 「ストリーツ・オブ・ユア・タウン - "Streets of Your Town"」(Andrew Gold, Jenny Yates) |      |            | 3:45 |
| 9.  | 「ティル・ザ・ストーム・ゴーズ・バイ - "Til the Storm Goes By"」                      |      |            | 5:03 |
| 10. | 「マルベリー・ストリート - "Mulberry Street"」                                        |      |            | 4:20 |
| 11. | 「ザ・ホィール - "The Wheel"」                                                        |      |            | 4:57 |
| 12. | 「リヴァー・オブ・ストーン - "River of Stone"」(Wendy Waldman, Reed Nielsen)          |      |            | 4:00 |
| 13. | 「ダディーズ・リトル・ガール - "Daddy's Little Girl"」(Karla Bonoff)                  |      |            | 4:24 |
| 14. | 「ジャスト・キャント・ウォーク・アウェイ - "Just Can't Walk Away"」                   |      |            | 5:36 |

#### パーソネル
- ブリンドル（カーラ・ボノフ、ケニー・エドワーズ、アンドリュー・ゴールド、ウェンディ・ウォルドマン）– ボーカル、楽器
- エディ・ベイヤーズ – ドラム、パーカッション
- リーランド・スクラー – ベース
- スコット・バブコック – パーカッション
- ボブ・カーペンター – アコーディオン
- ジェームス・ロス – ヴィオラ

### 『ハウス・オブ・サイレンス』

#### 収録曲
| #   | タイトル                                                                                   | 作詞 | 作曲・編曲 | 時間 |
| --- | ------------------------------------------------------------------------------------------ | ---- | ---------- | ---- |
| 1.  | 「エヴリ・ストーン - "Every Stone"」(Kenny Edwards, Wendy Waldman)                         |      |            | 5:29 |
| 2.  | 「ビター・ホィール - "Bitter Wheel"」(Karla Bonoff, Edwards, Waldman)                      |      |            | 5:55 |
| 3.  | 「オール・ザ・ウェイ・ゴーン - "All the Way Gone"」(Bonoff, Edwards, Waldman)              |      |            | 6:55 |
| 4.  | 「ディス・タイム・アラウンド - "This Time Around"」(Edwards, Waldman)                      |      |            | 4:17 |
| 5.  | 「アズ・ロング・アズ・イッツ・リアル - "As Long As It's Real"」(Waldman)                   |      |            | 5:43 |
| 6.  | 「クロール・イントゥ・ザ・ライト - "Crawl into the Light"」(Edwards, Andrew Gold, Waldman) |      |            | 5:41 |
| 7.  | 「ライク・ア・コンパス - "Like a Compass"」(Bonoff, Waldman)                               |      |            | 3:41 |
| 8.  | 「コンクリート・リヴァー - "Concrete River"」(Bonoff, Edwards, Gold, Waldman)              |      |            | 5:11 |
| 9.  | 「オール・アイ・ニード・トゥ・ノウ - "All I Need to Know"」(Bonoff, Edwards, Waldman)      |      |            | 4:40 |
| 10. | 「ナイト・フル・オブ・レイン - "Night Full of Rain"」(Edwards, Steve Byron, Dave Byron)    |      |            | 4:31 |
| 11. | 「ハート・オブ・ファイア - "Heart of Fire"」(Edwards, Waldman)                             |      |            | 5:59 |
| 12. | 「ワン・ハートビート・アウェイ - "One Heartbeat Away"」(Bonoff, Edwards, Gold, Waldman)    |      |            | 3:42 |
| 13. | 「フォーエヴァー・ライド - "Forever Ride"」(Waldman, Bill Miller, Brad Parker)             |      |            | 6:00 |

#### パーソネル
- カーラ・ボノフ – ボーカル、ピアノ、キーボード、アコースティックギター
- ケニー・エドワーズ – ボーカル、アコースティック、エレクトリック、スライドおよびバリトンギター、マンドリン、ベース、ピアノ、キーボード
- ウェンディ・ウォルドマン – ボーカル、アコースティック、エレクトリック、ハイストリングギター、キーボード、マンドリン、ピアノ、オルガン、ダルシマー
- アンドリュー・ゴールド – ボーカル、エレクトリックおよびハイストリングギター、キーボード、オルガン、ベース、フィドル、プログラミング
- スコット・バブコック – ドラム、パーカッション
- マーティン・カートソニス – ベース